# Heldrastein

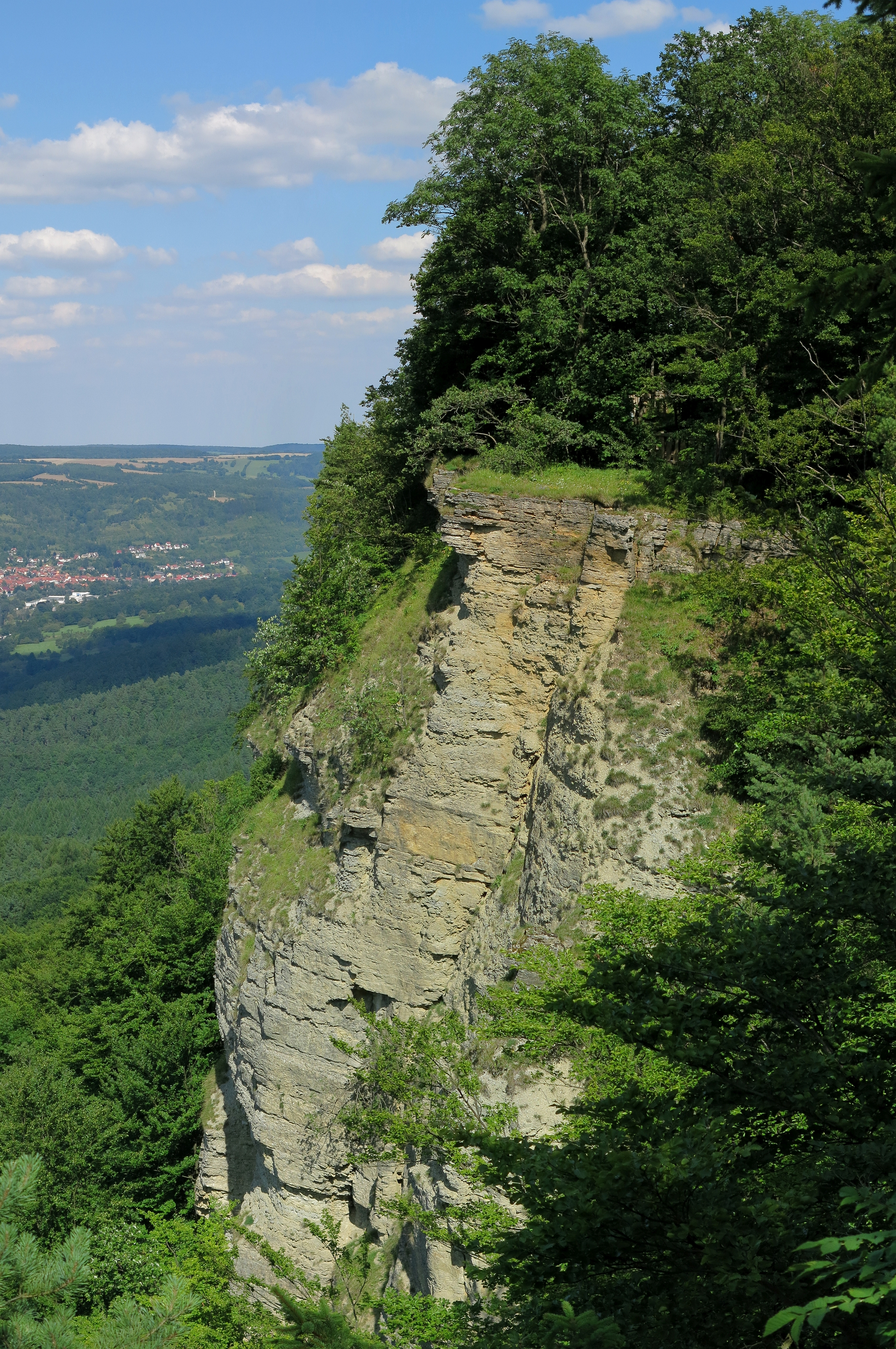
Felsen an der Abbruchkante des Heldrasteins von der Seite

Der Heldrastein (sprich Heldra-Stein) ist ein 503,8 m ü. NHN hoher Berg im Ringgau, südwestlich von Treffurt in Thüringen nahe der Grenze zu Hessen. Nach Norden bricht der Heldrastein mit markanter Felswand zum Werratal ab. 
Auf historischen Karten findet sich der Name „Der Hellerstein“. Dieser Name bezieht sich vermutlich auf die helle Farbe des Muschelkalks. In der regionalen Mundart hat sich diese ursprüngliche Bezeichnung bis heute gehalten.

## Lage
Der Heldrastein ist der östliche Teil eines etwa acht Kilometer langen und über den Forstort Dreiherrenstein, der Schäfersburg (489,6 m ü. NHN) bis zur Graburg (514,8 m ü. NHN) im Westen reichenden, steil nach Norden zur Werra abfallenden Muschelkalk-Felsabbruches.
Die Erosion der Hochfläche ließ die Täler Mertelstal, Märtal, Schöddel, Heldratal und das Waldtal entstehen.
Höchste Erhebung ist der Heldrastein mit der Kanzel (503,8 m ü. NHN).
Zum Höhenzug gehören auch die bewaldeten Nebenkuppen und spornartigen Hangpartien (Position und Höhe):
- Dreiherrenstein[8] (⊙ 488,5 m ü. NHN)
- Hüneburgberg (⊙ 495,4 m ü. NHN)
- Eschenberg (⊙ 459,4 m ü. NHN)
- Mertelsköpfe (⊙ 485,3 m ü. NHN)
- Spießenkopf (⊙ 412,8 m ü. NHN)
- Winterliete (⊙ 329,6 m ü. NHN)
- Lindenberg (⊙ 292,5 m ü. NHN)

Als Anrainergemeinden des Heldrastein sind auf thüringischer Seite die Stadt Treffurt mit den Stadtteilen Großburschla, Schnellmannshausen mit den Ortsteilen Volteroda, Hattengehau und Schrapfendorf sowie die Gemeinde Ifta mit Ortsteil Wolfmannsgehau; auf hessischer Seite die Gemeinde Rittmannshausen – Ringgau, Weißenborn mit Ortsteil Rambach und der Stadtteil Heldra der Stadt Wanfried zu vermerken.

## Aussicht
Die Abbruchkante des Heldrasteins ist ein natürlicher Aussichtspunkt. Der Blick reicht vom Hohen Meißner und der Gobert im Nordwesten über Hülfensberg und Plesse im Norden bis zu Adolfsburg und Burg Normannstein im Nordosten. An sehr klaren Tagen ist auch der Brocken in 82 km Entfernung zu sehen. Der Tiefblick umfasst das Werratal von Treffurt bis Wanfried. Einen vollen Rundumblick ermöglicht der 30 m hohe Turm der Einheit.

## Geschichte

### Hüneburg

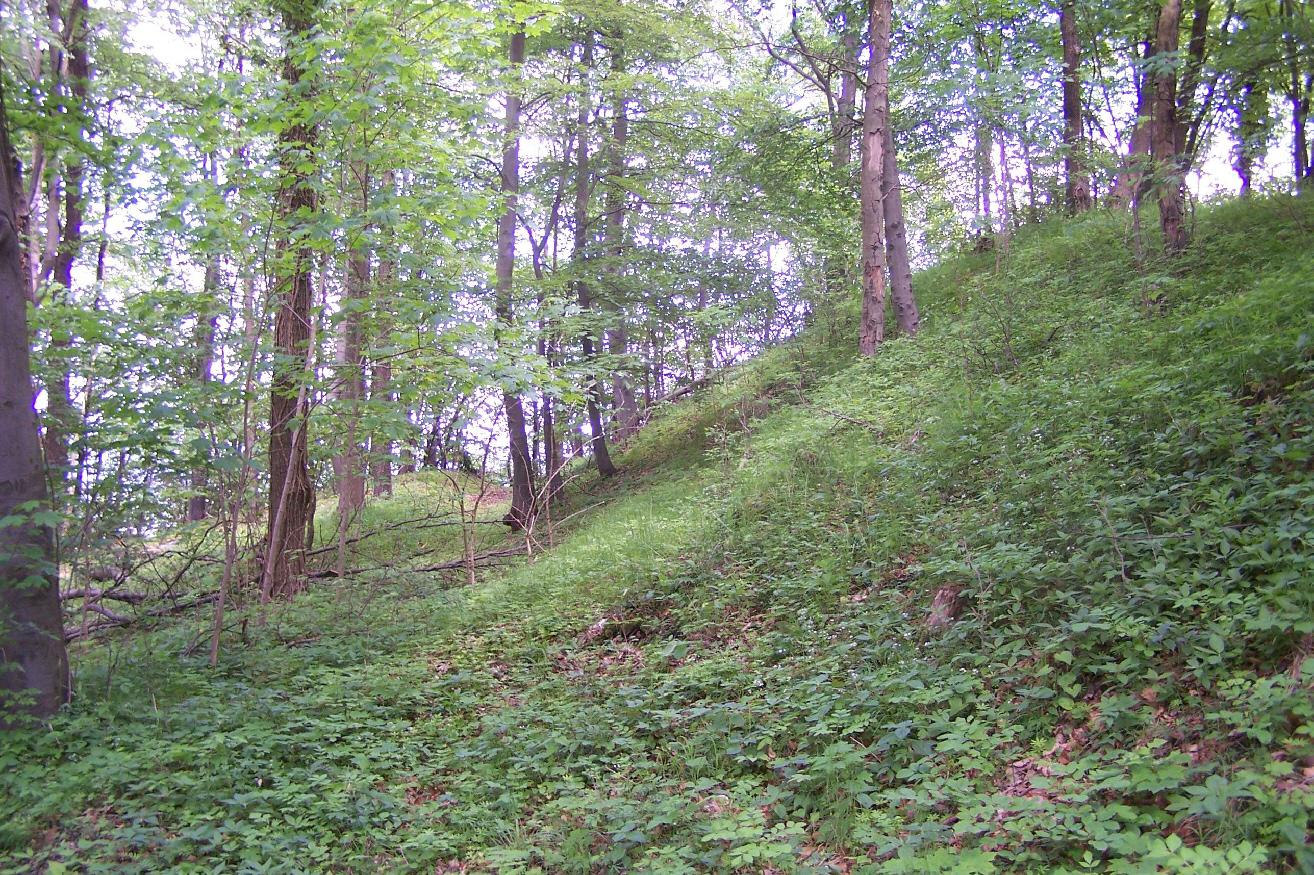
Am Burgwall der Hüneburg

Die ersten Siedlungsspuren im Bereich der am östlichen Ende des Plateaus liegenden Hüneburg entstammen der vorrömischen Eisenzeit, in den späten 1930er Jahren wurden bei Bauarbeiten Siedlungsgruben und Kleinfunde untersucht.
Im Hochmittelalter befand sich wiederum im Bereich der Hüneburg eine Befestigungsanlage der Ritter von Treffurt. Von der Anlage, die im Norden und Osten rechtwinklig durch Steilabbrüche des Bergplateaus geschützt war, sind noch halbkreisförmige Wall-/Grabenreste von Nordwesten nach Süden vorhanden. Ob eine davor liegende turmhügelartige Erhöhung mit kreisrunden Grabenresten (ca. 13 m Durchmesser) ebenfalls als Befestigung anzusprechen ist, können nur Ausgrabungen zeigen.
Über den Berg verlief eine Altstraße von Treffurt in Richtung Gerstungen und zur Burg Burg Brandenfels, die von den Treffurtern miterbaut wurde.

### Räuber-Hennings-Höhle
Dicht unterhalb der Abbruchkante befand sich eine bis in die 1960er Jahre zugängliche Klufthöhle, die als Henningshöhle bekannt ist und später als Folge der Verwitterung verstürzt ist. In ihr befand sich nach der Überlieferung das Versteck des Räuberhauptmanns Henning, ein in der Region gefürchteter Bandenführer, welcher durch eine List gefasst werden konnte.

### Aussichtstürme

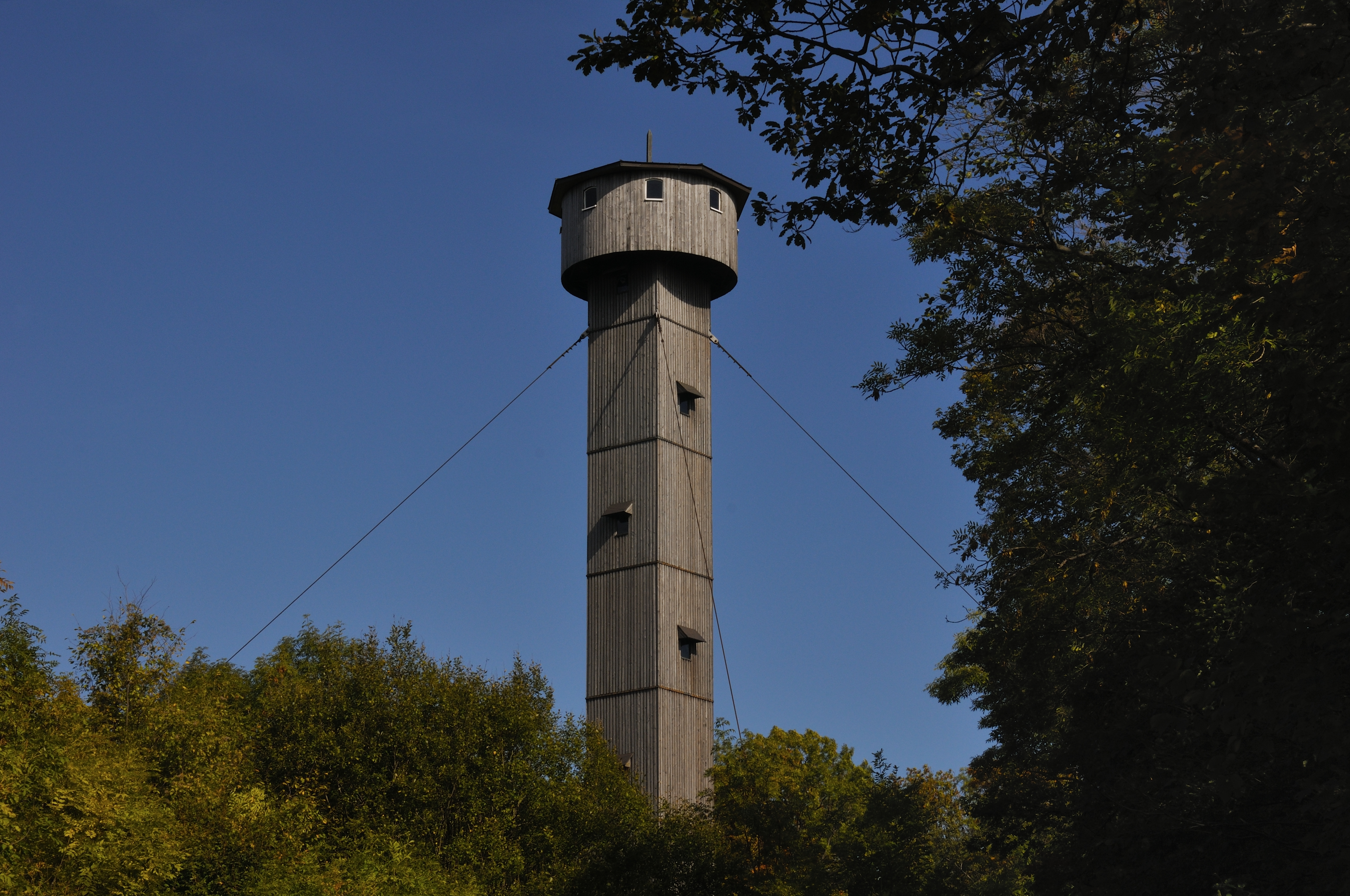
Turm der Einheit

Auf dem Heldrastein befand sich ab 1890 ein Aussichtsturm und ein Forsthaus, das in den Sommermonaten als Gastwirtschaft diente. 1927 errichtete ein Gastwirt aus dem nahen Lüderbach ein neues Lokal mit Übernachtungsmöglichkeiten. Nach dem Zweiten Weltkrieg und während der Zeit der deutschen Teilung lag der Berg im DDR-Grenzsperrgebiet und war damit für die Bevölkerung ab 1952 nicht mehr erreichbar. Der Aussichtsturm und die Gastwirtschaft wurden abgerissen.

### Militärische Anlagen
Ab 1962 entstand auf dem durch Wachposten und zusätzlicher Umzäunung gesicherten Gelände der Hüneburg eine Funkaufklärungsstation der Staatssicherheit mit dem Tarnnamen KONDOR. Die in einer Holzbaracke untergebrachte Mannschaft wurde von der Bezirksverwaltung Erfurt gestellt und umfasste einen Oberfunker als Stationsleiter und Hauptsachbearbeiter (Rang Hauptmann), sechs Funker als Sachbearbeiter (Rang Oberleutnant) sowie einen Kraftfahrer, auch ausgebildet als Ersatzfunker (Rang Leutnant). Die Station verfügte über 10 Funkempfänger vom Typ 2070 und 10 Tonbandgeräte. Auf der Freifläche der Hüneburg waren zunächst mobile UKW- und Richtfunkantennen aufgebaut, später (ca. 1980) entstand zusätzlich ein Gittermast mit Kuppelbau als Antennenträger.
Ab 1973 erhielt auch die Einheit Funkaufklärung des DDR-Grenzregimentes in Mühlhausen/Thüringen einen Stützpunkt auf dem Heldrastein zugewiesen, dieser trug den Tarnnamen FICHTENNADEL 4. Die Aufgabe des Funkaufklärungstrupps 4 (FuaT4) Schnellmannshausen/Heldrastein bestand in der Arbeitsgemeinschaft und Arbeitsteilung mit der Abhörstation KONDOR zur lückenlosen Überwachung des Funkverkehrs der gegnerischen Seite (UKW-Funknetze des Bundesgrenzschutz, des Grenzzolldienstes sowie der Landespolizei der Bundesrepublik) im grenznahen Raum. Beide Einheiten waren durch gesicherte Fernsprech- und Fernschreibsysteme miteinander vernetzt. Die weitere Existenz des Stasi-Aufklärungsstützpunktes auf dem Heldrastein sollte fortan selbst den wehrpflichtigen Grenzsoldaten im Grenzabschnitt Ifta-Treffurt verborgen bleiben. Ab dem Jahr 1975 verfügte KONDOR über 16 funktechnisch verbesserte Empfänger vom Typ 2070 und 12 Tonbandgeräte.
Ab 1980 entstand auf dem Heldrastein der Funktechnischer Posten 713 (FuTP-713) der Funktechnischen Kompanie in Steinheid als Radarstation der DDR-Luftstreitkräfte/Luftverteidigung. Die Einheit beobachtete den Luftraum im zugewiesenen Bereich „Thüringer Pforte / Thüringer Becken“ – insbesondere unter 500 m Flughöhe und leitete die Aufklärungsergebnisse zur Luftlage über gesicherte Drahtverbindungen an den Gefechtsstand des Funktechnischen Bataillons 51 (FuTB 51) in Sprötau bei Erfurt weiter. Die Einheit bestand aus einem Offizier als Stationsleiter, dem Gruppenführer Funkorter (Rang Unteroffizier) sowie drei Soldaten mit Ausbildung zum Elektromechaniker, Militärkraftfahrer und Funkorter. Die Funkmess-Station P15-M war mobil in einem LKW SIL 157 K untergebracht, der mit Aggregateanhänger nahe der Felskante postiert wurde. Die Station wurde jeweils vom 1. April bis 31. Oktober aufgebaut, die Unterbringung erfolgte in Militärzelten. Die Dienstausübung erfolgte in der Uniform der DDR-Luftstreitkräfte.

### Touristische Wiedererschließung
Unmittelbar nach der Grenzöffnung 1989 wurde die Stasi-Überwachungsstation KONDOR aufgegeben und die technischen Anlagen demontiert oder unbrauchbar gemacht. Die Zerstörung des Gittermastes und der Unterkünfte unterblieb, dieses Areal wurde im März 1990 wieder für die Öffentlichkeit zugänglich. Anfang 1990 gründete sich eine Interessengemeinschaft, die umgehend mit der touristischen Wiedererschließung des Heldrasteines begann. Wanderwege wurden wiederhergestellt und 1996 wurde der Turm der Abhöranlage in einen Aussichtsturm, den Turm der Einheit, umgebaut. Verbunden damit ist eine Schutzhütte und eine Ausstellung über die Grenzanlagen, die ganzjährig zu besichtigen ist. Über den Heldrastein führt der Wanderweg Premiumweg 6.

## Naturschutzgebiet

### Vegetation
Der Heldrastein ist wieder fast vollständig bewaldet. Es handelt sich dabei um Buchen-Trockenwald an der Hangkante und naturnahen Eschen-Ahorn-Schatthangwald auf den Felsabbrüchen und auf Hangschutt im Nordhangbereich. Am nördlichen Fuß des Heldrasteines wurden auch Fichtenwälder angepflanzt. Die etwa 70 m tief senkrecht abbrechende Felsfront selbst ist jedoch von Natur aus weitgehend bewuchsfrei.

### Fledermaus- und Vogelschutz
Die Felsen und Felsspalten sind ein natürliches Brutgebiet und Nahrungshabitat von Fledermäusen und des Wanderfalken. Das Gebiet ist großflächig als Naturschutz- und FFH-Gebiet gesichert, durch die Grenzlage konnten auch seltene Eulenarten überdauern.

### Grünes Band
Die ehemaligen Grenzsperranlagen sind weitestgehend beseitigt worden, der Grenzstreifen wurde Teil des Grünen Bandes.

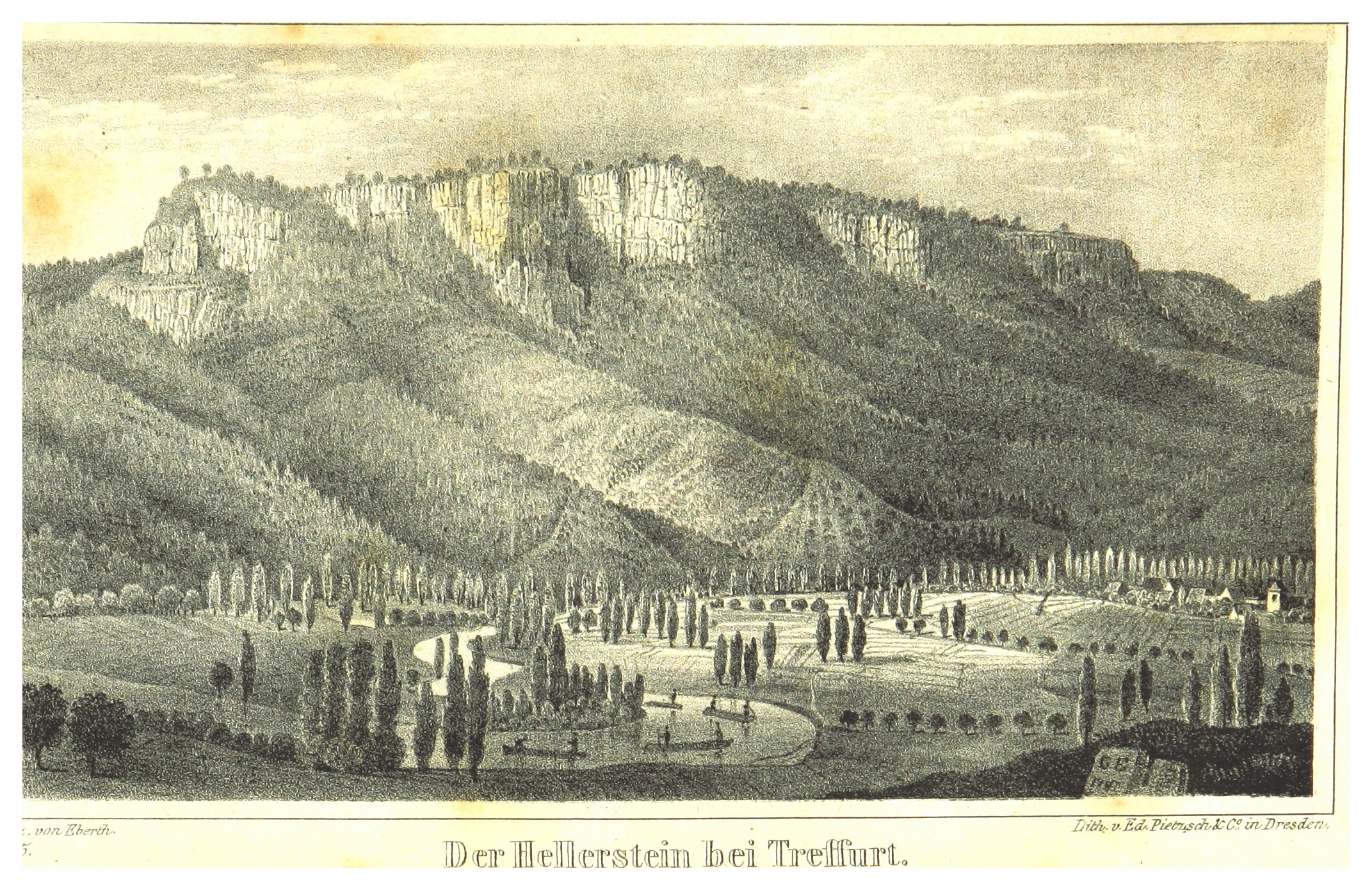
Blick zum Heldrastein (Lithographie, ca. 1840)
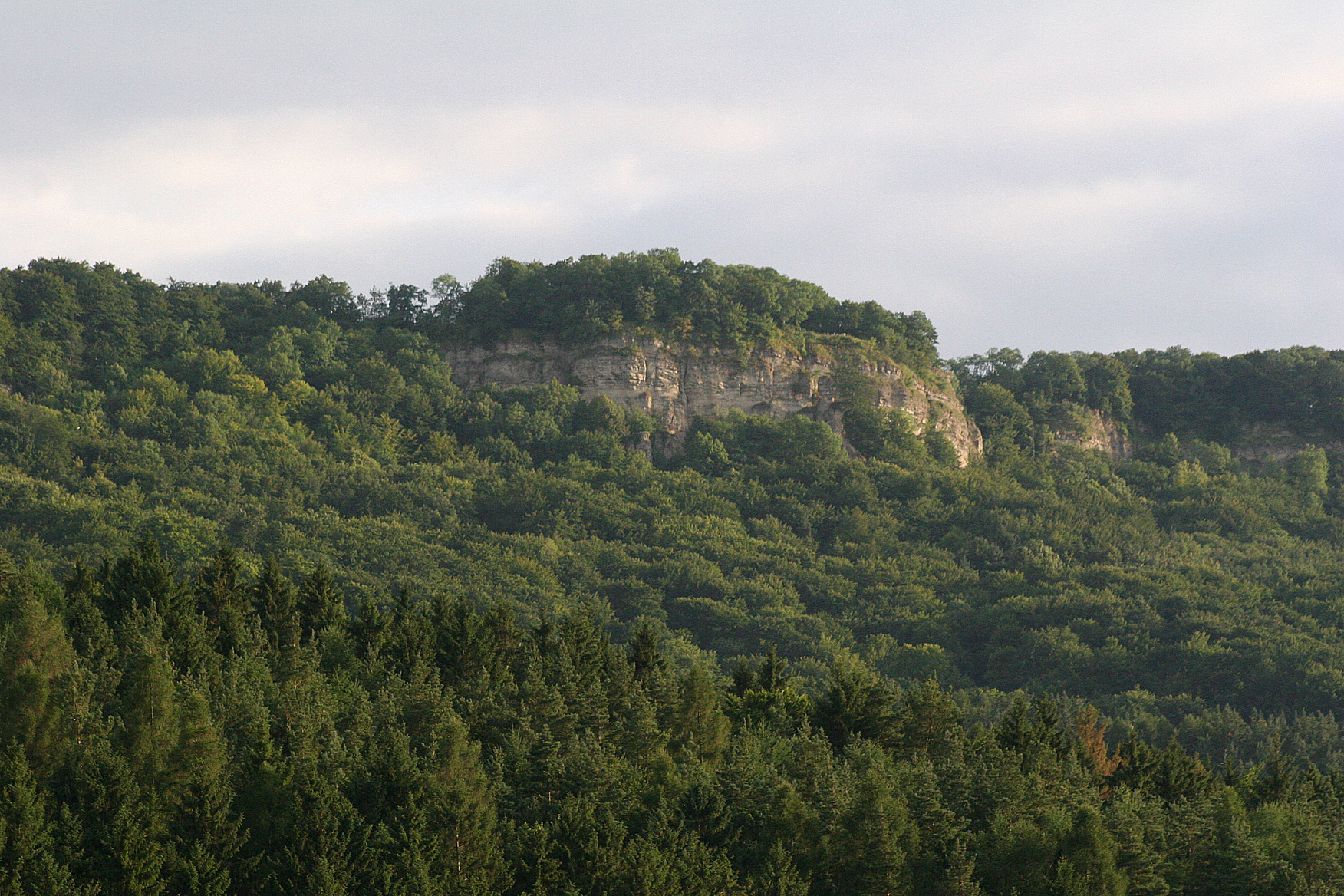
Blick aus dem Werratal auf die Felswand an der Abbruchkante
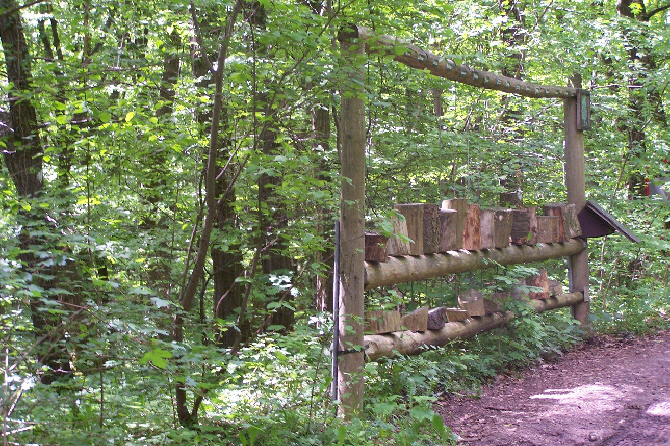
Auf dem Naturlehrpfad.
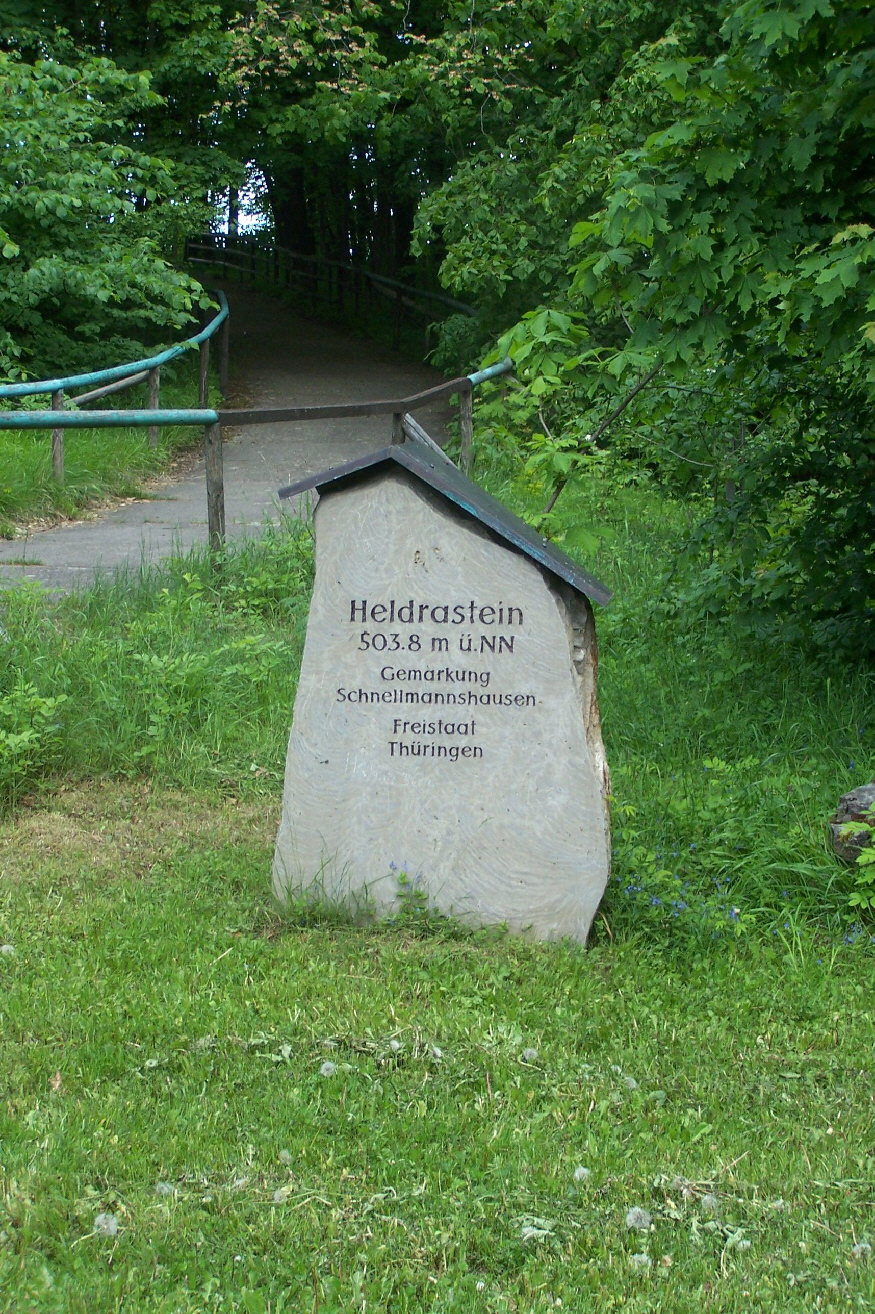
Der Heldrastein.
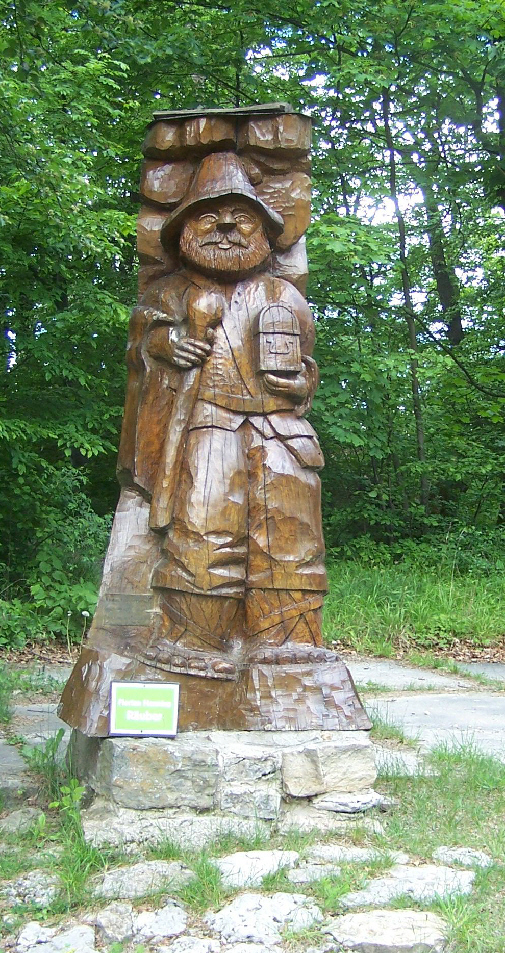
Räuberhauptmann  Florian Henning lässt bitten.
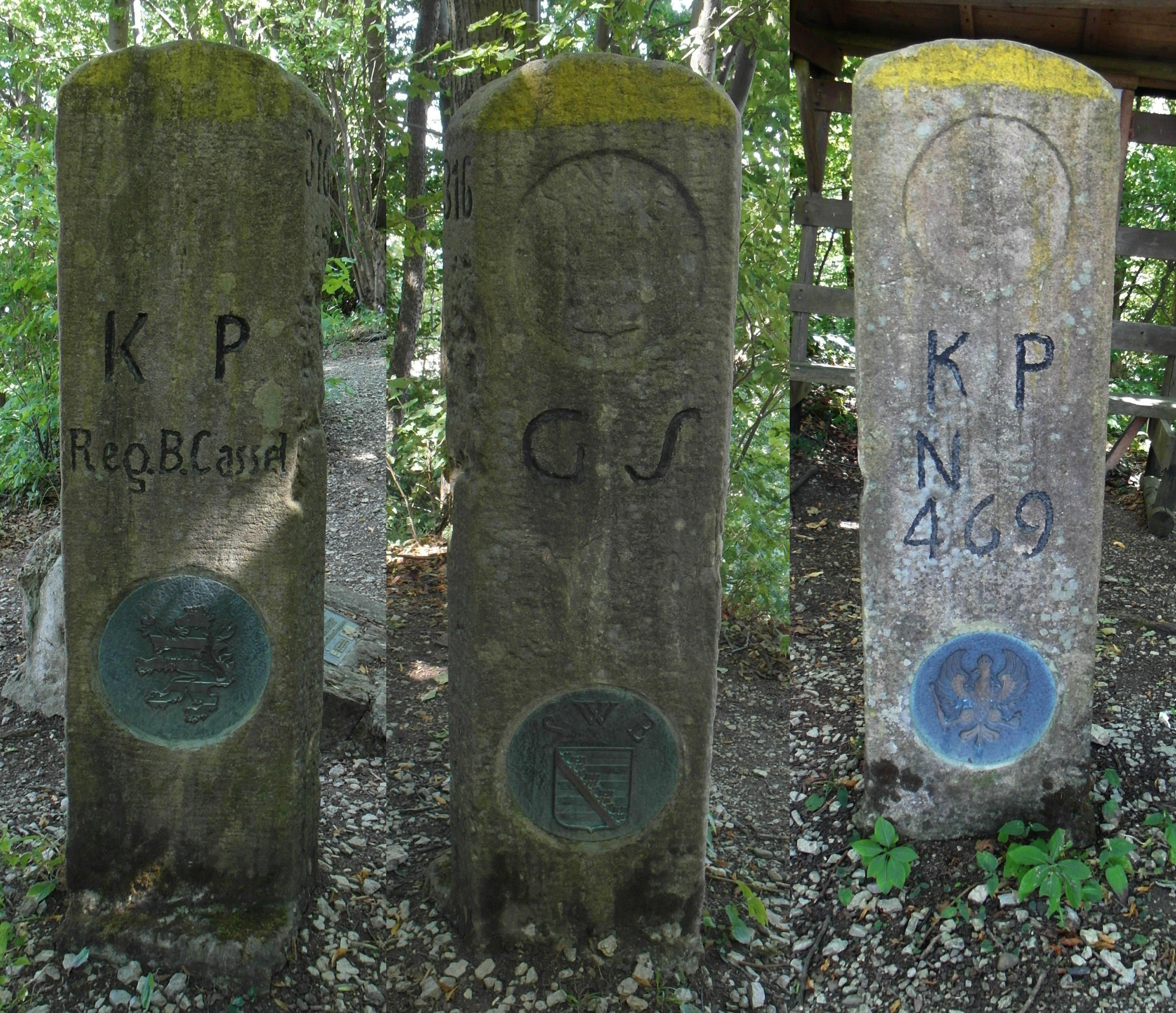
Dreiherrenstein westlich vom Heldrastein.